# Micheal Ray Richardson
Pour les articles homonymes, voir Richardson.
Micheal « Sugar » Ray Richardson, né le 11 avril 1955 à Lubbock dans l'État du Texas, est un joueur puis entraîneur américain, de basket-ball. Il mesure 1,95 m et jouait au poste d'arrière.
Il est aussi le père du footballeur international marocain Amir Richardson

## Biographie

### Joueur NBA
En 1978, les Knicks de New York choisissent en 4e choix de la draft de la NBA, celui qui est alors décrit comme « le futur Walt Frazier », Micheal Ray Richardson. Il devance de deux places lors de cette draft Larry Bird, choisit par les Celtics de Boston.
Lors de sa deuxième année en NBA il devient le premier joueur de l'histoire à être en tête à la fois au nombre de passe décisives (10,1) et au nombre d'interceptions (3,1), signant par ailleurs un record pour la franchise de New York dans les deux catégories.
À l'aube de la saison 1982-1983, les Knicks signent l'agent libre (free agent) Bernard King, et Richardson est alors vendu aux Warriors de Golden State. Il ne dispute que 33 matchs avec les Californiens puis est échangé en faveur des Nets de New Jersey.
Le 30 octobre 1985, contre les Pacers, il frôle le quadruple-double en compilant 38 points, 11 rebonds, 11 passes et 9 interceptions.

### La déchéance en NBA
En 1986 le président (commissioner) de la NBA, David Stern, bannit à vie Richardson pour avoir violé à trois reprises les règles anti-drogue. Il a cependant droit à une seconde chance, étant réintégré dans la ligue en 1988. Mais il est contrôlé positif à la cocaïne à deux reprises en 1991. Il conteste néanmoins les deux contrôles.
Il se plaint fréquemment de l'acharnement de la NBA contre son sort, alors que Chris Mullin n'a jamais été suspendu, bien qu'ayant lui aussi eu des problèmes avec l'alcool. Il dénonce donc un racisme anti-noirs. Il est à ce sujet l'objet du film  Whatever Happened to Micheal Ray? sorti en 2000, narré par Chris Rock.

### Joueur extra-NBA
Après sa carrière NBA, il rejoint tout d'abord deux ligues mineures aux États-Unis : la Continental Basketball Association et la ligue d'été United States Basketball League. Puis il s'envole pour l'Europe où il joue durant 14 saisons dans différentes équipes. Il joue, entre autres à la Virtus Bologne, où il forge le début de son palmarès.
En 1995, il offre le titre de champion de France à Antibes sur un tir en extension au buzzer face à Pau-Orthez.

### Entraîneur en CBA
Le 14 décembre 2004 il est engagé comme entraîneur des Albany Patroons, en CBA. C'est d'ailleurs avec cette équipe qu'il avait remporté le titre CBA en tant que joueur en 1988.
Il ne finit cependant pas la saison 2006-2007, les propriétaires de la franchise préférant se séparer de lui après le battage médiatique dont il était la cible. En effet il avait eu au mois de mars 2007, par voie de presse au Albany Times Union, des propos très déplacés à l'encontre des joueurs de confession juive. Malgré son mariage avec une femme juive avec laquelle il a une fille, Tamara, l'abattage médiatique lui coûte son poste.
Le 24 mai 2007 il est nommé entraîneur de la renaissante équipe de Continental Basketball Association (CBA) les Oklahoma Cavalry.
Le 17 août 2011, il est engagé par l'équipe des London Lightning en National Basketball League of Canada.

## Vie privée
Marié à Ilham Ngadi depuis 2002, il a deux enfants : Kimberly Richardson et Amir Richardson (footballeur professionnel),.

## Équipes
Joueur
- 1978 - 1982 :  New York Knicks
- 1982 - 1983 :  Golden State Warriors puis New Jersey Nets
- 1982 - 1986 :  New Jersey Nets
- 1986 - 1987 :  Long Island Knights
- 1987 - 1988 :  Albany Patroons
- 1988 - 1991 :  Virtus Bologne
- 1991 - 1992 :  KK Split
- 1992 - 1994 :  Basket Livorno
- 1994 - 1997 :  Antibes (Pro A)
- 1997 - 1998 :  Battipaglia Rieti puis  Cholet Basket (Pro A)
- 1998 - 1999 :  Libertas Forlì
- 1999 - 2000 :  Basket Livorno
- 2000 - 2001 :  Antibes (Pro A)

Entraîneur
- 2004 - 2007 :  Albany Patroons
- 2007 - 2011 :  Oklahoma Cavalry
- Depuis 2011 :  London Lightning

## Palmarès

### Joueur
- Champion de France : 1995.
- Coupe de France : 1998
- Vainqueur de la Coupe des Coupes : 1990
- Vainqueur de la Coupe d'Italie : 1989, 1990
- Champion CBA : 1988

### Entraîneur
- Champion CBA : 2008 et 2009
- Champion du Canada :  2012 et 2013
- NBL entraîneur de l'année en 2012 et 2013
- PBL entraîneur de l'année en 2010

### Distinctions personnelles
- 4 sélections au NBA All-Star Game.
- Meilleur passeur NBA en 1980.
- Meilleur intercepteur NBA en 1980, 1983 et 1986.
- Ancien codétenteur avec Alvin Robertson, Michael Jordan et Allen Iverson du nombre de titres de meilleur intercepteur NBA avec  3 titres (record battu par Chris Paul).

## Pour approfondir
- Liste des meilleurs passeurs en NBA par saison.
- Liste des meilleurs intercepteurs en NBA par saison.
- Liste des joueurs de NBA avec 9 interceptions et plus sur un match.

## Sources et références
1. ↑  (en) Cyrus I, « Not So Sweet as Sugar: Micheal Ray Richardson's Sad Fall from Grace », 25 février 1986 (consulté le 27 mai 2010)
2. ↑  Arnaud Gelb, « Le quadruple double, le plus impressionnant des exploits individuels », sur Basket USA, 7 décembre 2014 (consulté le 5 mars 2016)
3. ↑  (en) ESPN (dernière ligne)
4. ↑  (en) IMDB
5. ↑  (en) « Former NBA Star Micheal Ray Richardson Suspended for Anti-Semitic and "Faggot" Remarks », 29 mars 2007 (consulté le 28 mai 2010)
6. ↑  (en) « CBA coach Richardson suspended for remarks », sur ESPN.com, 30 mars 2007 (consulté le 28 mai 2010)
7. ↑  https://archive.wikiwix.com/cache/19981130000000/https://lfpress.com/sports/basketball/2011/08/17/18565196.html.
8. ↑  (en) « It's a family affair as Richardson sees his career take off in France », sur americansoccernow.com, 6 décembre 2021
9. ↑  Amir Richardson : « Je pense être le meilleur basketteur de Ligue 2 », sofoot.com, 18 Mars 2023, Propos recueillis par Matthieu Pécot]